# デウスXマキナ
『デウスXマキナ』（デウスエクスマキナ）は、烏丸渡による日本の漫画。アスキー・メディアワークス刊『月刊コミック電撃大王』2008年7月号から2010年12月号まで連載された。第27話で一旦打ち切りという形になっている。単行本は全4巻。

## ストーリー
嘗ての大戦で用いられたロボットのような戦闘兵器「クロックワーカー（機械人形）」は、戦後は悪用されたり、野放しになっていたりした。それを取り締まる組織「帝国騎兵管理局（CWA）」に所属するマキナは、相棒のデウスと共に世に散らばるクロックワーカーを破壊する旅を続けていた。
近代の欧州や西部劇時代の荒野のような時代・国を舞台に繰り広げられる、フロンティアガンアクション漫画。

## 登場人物

### 帝国騎兵管理局（CWA）
クロックワーカー（以下CW）を管理したりそれを違法に所持している者、悪用している者を取締る組織。組織内には様々な部署があるが、一番表立った活動をしているのは破壊処理班、通称ブレイカーと呼ばれる戦闘集団。現場の最前線で捜査や容疑者の摘発を行う。
マキナ・エグゼキア
本作の主人公。金髪ツインテールの少女。16歳。貧乳。
自己中心的かつわがまま、傍若無人でイラつくと誰彼構わずすぐに殴るほど暴力的。自分の目的の為なら他人を利用する事をいとわず、その結果人に危険が及ぼうともお構いなし。相棒のデウスや上司のジュニアもその性格に手を焼いている。また恥じらうという事を知らず、人前で平気で服を脱いだり裸のまま人前に出たりする。
CWを生み出したエグゼキア家の一人だが、義母ベルベットが軍施設襲撃事件を起こした後デウスと共に街を追われ、それをきっかけにCWを壊す立場に周る事となる。その数奇な生い立ちからか、常に孤独感に苛まれ人と関わる事を拒絶し、自分たちは仲間だと言うオークレイに対してもただの上下関係だと突き放す。
対CW戦闘には専用の弾丸を装填したレバーアクションライフルを使用する。
デウス
マキナの相棒である第一世代CW。宣教師の様な装い。
マキナとは対照的に温厚で優しい性格で、マキナの暴言によって傷つけられた人のフォローに回る事も多い。戦闘型CWではないが、パワーを前面に押し出した格闘攻撃を得意とする。
本来は音を媒介に人の思想を支配する事で対象を意のままに操る事を目的に作られたCW。ベルベットの配下で軍人達を洗脳する事に利用されるが、彼女の起こした軍本部襲撃事件の際にマキナの説得で自我に目覚めベルベットのの支配から解放、事件後にマキナにつき従う事を誓う。
ルーク
田舎町バルバラ出身の12歳の少年。
メンデスが催したCWを使っての殺戮ショーによって両親を失っている。両親を守れずメンデスに復讐もできない自分に代わってメンデスのクロックワーカーを破壊したマキナに強い憧れを感じ、彼女の様に強くなりたいと弟子入りを志願、最初はあしらわれたが、紆余曲折ののち最終的にマキナの弟子につく。
マキナの事は「お姉ちゃん」と呼び、憧れと同時に恋心も抱いている。
スケアドル
ブレイカーの青年。自称CWA一のスペシャリスト。ギザギザの歯と片目を隠した髪形が特徴的。
実際有能なブレイカーであり、バレンタイン博士追跡作戦では一定の成果を上げる。対CW兵器「ナイン・オブ・ナイン」を使用する。
ルーレッタ
新たに処理班に配属された新人の少女。スケアドルの下に付き研修に勤しむも、事あるごとに腰を抜かす癖があり戦力には程遠い。
キラー・ビィ
14歳にしてCWA最年少の捜査官。一人称は「ボク」でショートカットヘア、一見ボーイッシュな少女の様だが作中では性別について明言されていない。普段は明るくやんちゃに振舞っているが、ルークを復讐に焚きつけたりメンデスに凄みを利かせたりした他、捜査に関する情報を共有せず独自に捜査しようとしたりと本性は知れない。自作の蜂型の第二世代CW「バッドエンド」を操り追跡や情報収集能力に長ける。
ハングドマン
ブレイカーの少女。長い髪を前で首つり縄の様に結んでいる。腕の立つ捜査官で、第二世代CW「ハイローラーズ」を操る。
バルチモア討伐に派遣されるも、彼に弟子を殺されていた事が分かった事で冷静さを欠き、逆にバルチモアに捕まる。後に、同じく捕まったマキナの助けで脱出している。
クロウ・マザー
CWA局長。バレンタイン博士への捜査の指揮をとる。ビィの情報を隠しを見破ったり、ルークに手を貸した上で、危険を省みず突っ走るマキナを案じて彼をマキナへ付けさせるなど、幼い少女という外見とは裏腹に組織の長に相応しい人物。
ジュニア
マザーの秘書官。眼鏡をかけた青年。常に彼女のそばにいてサポートする。時にはCWAの方針すら無視するマキナの傍若無人ぶりにはいつも手を焼いている。

### バレンタイン一味
ウィリアム・バレンタイン
嘗てランベルの部下として活躍した軍人、博士。大戦末期に死んだと思われていたが、11年後の現在クロックワーカーを裏取引し、「人々に大戦の過ちを認識させる事」を目的に世の中に混沌をばら撒いている。
四肢は機械化されており常に車椅子に座っている。ミゼリアやメアリ、スーに指示を与え暗躍しているが、その詳細についてはマキナやCWAも掴めていない。
大戦後一定期間ベルベットにかくまわれており、その頃にミゼリアの製作を進めていた模様。
ミゼリア
バレンタインに仕えるファクシム･イリー。喪服を着た女性型。刀を振るう。

### その他
オークレイ
マキナ、デウスと5、6年一緒に行動している女性。年齢は不明だがビィからは「オバサン」と陰口を叩かれている。所有している蒸気機関車「インスパイア号」の機関士を務め、マキナ達の長距離移動時の足として貢献している。マキナはその性格上彼女にもさほど仲間意識は感じていないが、オークレイの方は彼女を支える事は快く思っている様子。
ルークの事は初対面の時から気に入っており、時には彼の事を気遣ったり時にはからかったりしている。
サンドリヨン
マキナやオークレイ達と行動を共にしている第一世代CW。非戦闘型でカボチャの様な外見。他のクロックワーカの情報などがインプットされておりデータベース的な役割を果たす。ルークがマキナ達と合流してからは彼とも親しくしている。
ベルベット・シューンブランド･エグゼキア
エグゼキア家最後の頭首でマキナの養母。
狂信的なまでにCWを使った力による支配を目指し、夫をCWの事故に見せかけ殺しエグゼキア家乗っ取りを果たす。世論の反CW運動の高まりを理由にCW導入を拒む軍部にしびれを切らし、CWを故意に暴走させる事で軍部襲撃事件を起こすが、マキナの説得で覚醒したデウスによって支配され自殺し、エグゼキア家も終焉を迎える。彼女の思想は後にバレンタインに受け継がれた。
カルロス・メンデス
ルークの故郷でもあるバルバラの街の権力者。クロックワーカーを使い自分に逆らう者を処刑する殺戮ショーを催していた。マキナ達によってクロックワーカーが破壊された為バレンタイン博士から新たなクロックワーカーを買おうと首都に来ていたが、CWA（ビィ）に尋問された事に気が付かれミゼリアに殺される。
ストナー・ランベル
バレンタイン博士の嘗ての上官、元将軍。博士に命を狙われCWAに護衛を依頼した際にバレンタインの存在と彼の思想について言及し、結果的にCWAに博士の存在と行動を認識させる事となった。ミゼリアによって惨殺される。
メアリ、スー
メアリが姉、スーが妹の姉妹。二人で盗賊として活動していた頃に自動車事故によりスーが死亡、メアリも生きる希望を無くすが二人の盗みの腕を見込んだバレンタインの手によりスーはファクシム･イリーとして生き返り、以後二人はバレンタインの依頼により盗みを働いていた。
博士とのつながりが発覚した為マキナの攻撃を受け、スーは破壊され再び妹を失ったメアリは消沈しCWAに捉えられる。後に実はスーの頭脳部分は破壊をまぬがれCWAによって研究されていた事をルークから聞かされたメアリは気力を取り戻し、マキナ達の調査に協力するようになる。なおこの一件は、メアリがそれまでと打って変わって調査に協力的になった事をルークの手柄としてマキナに認めさせ、彼女がルークの要望通り彼をそばに置かざるを得なくした局長の策略である。
上記の事とスーと共に死ぬ事も辞さなかった自分を助けた事と相まって、メアリはルークの事は敬い好いている。
ロード・バルチモア
嘗て帝国軍の機兵隊を破った先住民族「ラディカン」の戦士。民間人の娘をさらい、ファクシム･イリー製造のモデルとしてバレンタインに売り渡していた。自身は帝国との戦い中で戦死した仲間達をファクシム･イリーとして復活させる事を夢見ていたが、マキナとデウスの前に敗れる。

### クロックワーカー
機械人形。そのほとんどが兵器あるいは武器として用いられる。所持するにはライセンスが必要だが、ライセンス無所持の者に裏取引で売買され悪用されるケースもある。CWAの規定では人に手を出したCWは破壊処分される。
第一世代
嘗ての大戦に際して軍によって生み出された。兵士の代わりに用いられる為、戦闘能力に特化したタイプが多い。意思を持ち自ら動き、また喋るという特徴がある。戦後は違法に取引されたり、野放しになっていたりして問題化している。スパイラルエンジンと呼ばれるぜんまいの様な装置を動力にしており、そこが弱点でもある。
第二世代
戦後世に散らばった第一世代CWを破壊する事を目的に作られた。第一世代の反省を踏まえ、クロックワーカーそのものは意思を持たず人間の指示や命令によってのみ動く。その為兵器というよりは武器や道具に近い。
ファクシム・イリー
バレンタイン博士によって作り出された最新型の人型クロックワーカー。その詳細はCWAも掴めておらず、また何の目的で作られているのか不明。